# Teresa Lázaro Bernadas
Teresa Lázaro Bernadas (Barcelona, 1912 – Gerona, 2004) fue una pintora y dibujante española. 

## Biografía
Inició su carrera artística después de concluir sus estudios de piano. En 1959 presentó su primera exposición en la galería El Jardín de Barcelona, institución que se ponía a disposición de artistas jóvenes que realizaban obras de vanguardia y que se acabó convirtiendo en un lugar de lanzamiento de nuevos valores, descubridor de nuevos artistas y en un punto constante de incidencia pública de un tipo de obra que no era el habitual en las galerías del momento. Aquel mismo año participó en la muestra 20 años de pintura española contemporánea celebrada en Lisboa. 
Posteriormente expuso individualmente en varias ciudades españolas y extranjeras como Madrid, Barcelona, Perpiñán, Lyon, Tarragona, Osaka, San Francisco y Nueva York. Paralelamente, participó de forma colectiva en el Salón de mayo y en el Salón Femenino de Arte Actual de Barcelona, así como en la Bienal Hispanoamericana de Arte y las Bienales de Arte de Tokio y Bruselas, entre otras. 
Lázaro Bernadas se dedicó no solo a la pintura sino también al grabado y a la litografía. También desarrolló actividades de promoción artística, primero en la galería El Jardín (1953-1957), junto con Joan Fluvià, y después en Arte Difusión (1972-1980).
Su pintura pasó por periodos claramente diferenciados. Su trayectoria se inició con una pintura influenciada por Giorgio Morandi y su sentido sobrio y construido de la forma, seguida por una etapa de realismo mágico afín a la estética de Dau al Set y una gravitación más o menos intermitente de las corrientes abstractas y del expresionismo. Como características constantes de su estilo hay que destacar el aprovechamiento del color y de sus matices para crear sugestivas atmósferas de misterio.

## Obras destacadas
- c. 1967 - Composició (óleo sobre tela), conservada en la Biblioteca Museo Víctor Balaguer.[3]
- 1961 - Composició en negre (óleo sobre tela), conservada en la Biblioteca Museo Víctor Balaguer.